# 부르메세스코르피옵스
부르메세스코르피옵스(학명: Burmesescorpiops)는 선사시대에 살았던 전갈 가운데 멸종한 속이다. 약 9900만 년 전인 백악기 후기 세노마눔절의 극초기에 형성된 미얀마 호박 화석을 연구하는 도중에 발견되었다.

## 분류학
부르메세스코르피옵스는 옛전갈과 아르카이오스코르피옵스아과 내의 멸종한 계통에 속한다.
2025년 기준, 3종이 이 속으로 기재되어 있다:
- B. groehni[2]
- B. velteni[1]
- B. wunpawng[3]

B. wunpawng의 경우 카친 호박연구소(Kachin Amber Research Institute)에서 수집한 표본을 바탕으로 기재되어 있다. 이 표본은 잃어버린 꼬리를 제외하면 대부분 완전한 전갈 화석이 들어있는 적갈색의 미얀마 호박이다. 해당 표본은 기재자들에 따르면 수컷으로 보고 있다.
수많은 독특한 특성들은 이 선사시대의 전갈을 해당 속에 속한 다른 전갈들과 구분시키는 이정표가 된다. 언론 보도에 따르면, 이 표본에는 펙틴 기관(작은 빗살 구조의 기관)이 전갈 아래쪽에 보인다. 논문 저자 중 한 명인 코 자우기(Ko Zawgyi)는 이 표본이 트랜스포머를 닮았다 여겨져 '트랜스포머 전갈'이라는 별명을 붙였다.

## 학명의 뜻
B. wunpawng의 경우, 종소명은 미얀마 북부의 후카웅 계곡(Hukawng Valley) 일대에 거주하는 소수민족인 카친족이 스스로를 지칭할 때 사용하는 단어, '운파웅'(Wunpawng)에서 비롯됐다. 이 단어는 '응집력 있는 하나의 민족 집단처럼 기능하는 부족들의 연합과 연맹'을 의미한다.